# Národní umělecké muzeum Běloruské republiky
Národní umělecké muzeum Běloruské republiky (bělorusky Нацыянальны мастацкі музей Рэспублікі Беларусь) je umělecké muzeum v Minsku, největší běloruské umělecké muzeum. Spravuje asi 27 tisíc uměleckých děl, z nichž sestávají dvě hlavní sbírky – běloruské umění a zahraniční umění – a dvacet sbírek specializovaných. Bylo založeno roku 1939 jako Státní umělecká galerie, během druhé světové války však byla budova zničena a nenávratně zmizela většina původních sbírek. Nově bylo muzeum otevřeno roku 1957, současné jméno nese od roku 1993.

## Galerie

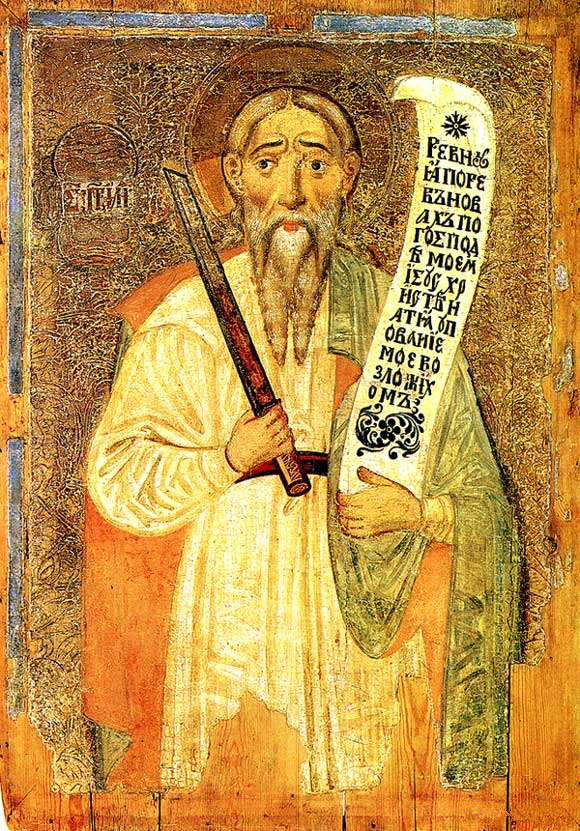
Eliáš, 1668
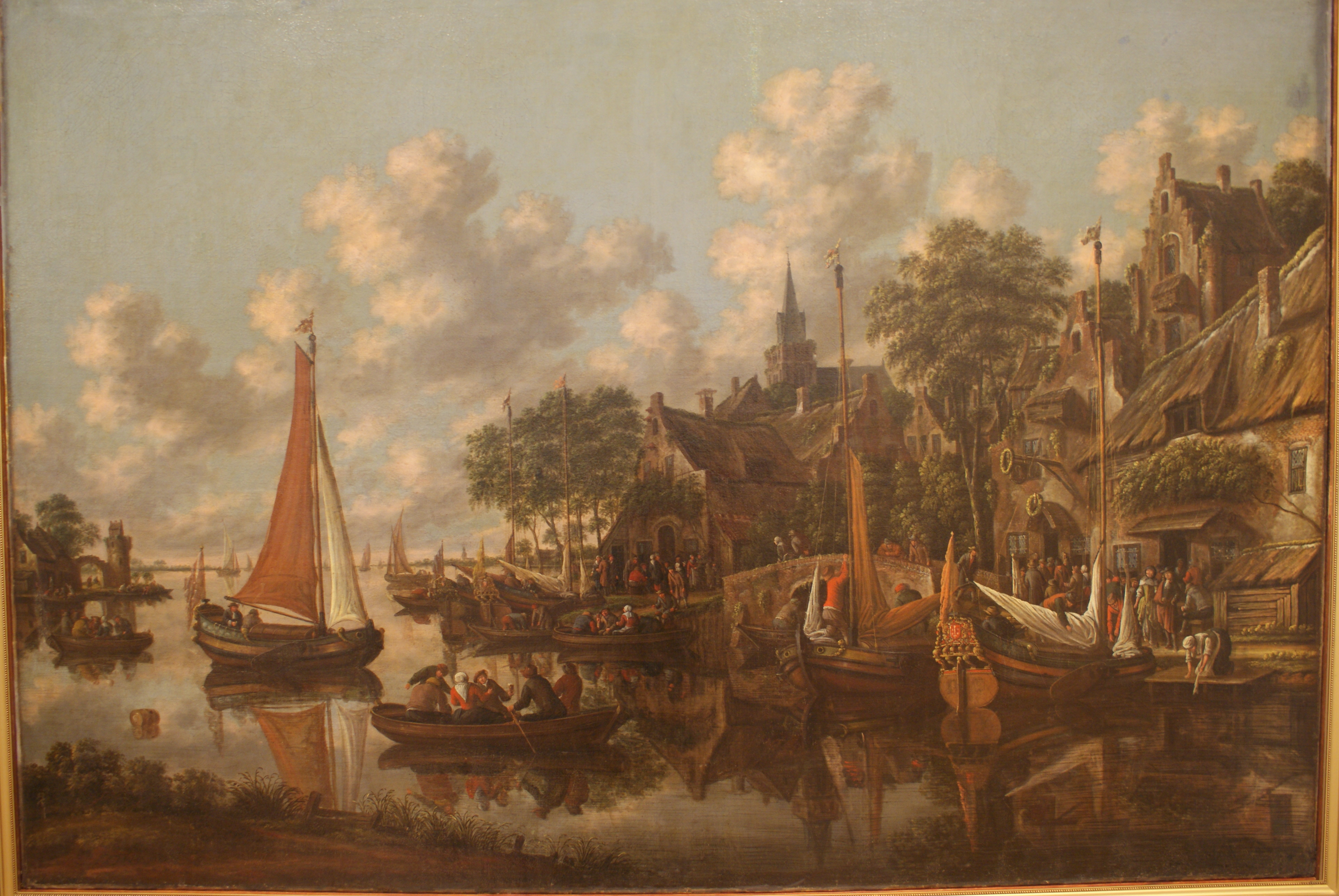
Thomas Heeremans, Léto, 1689
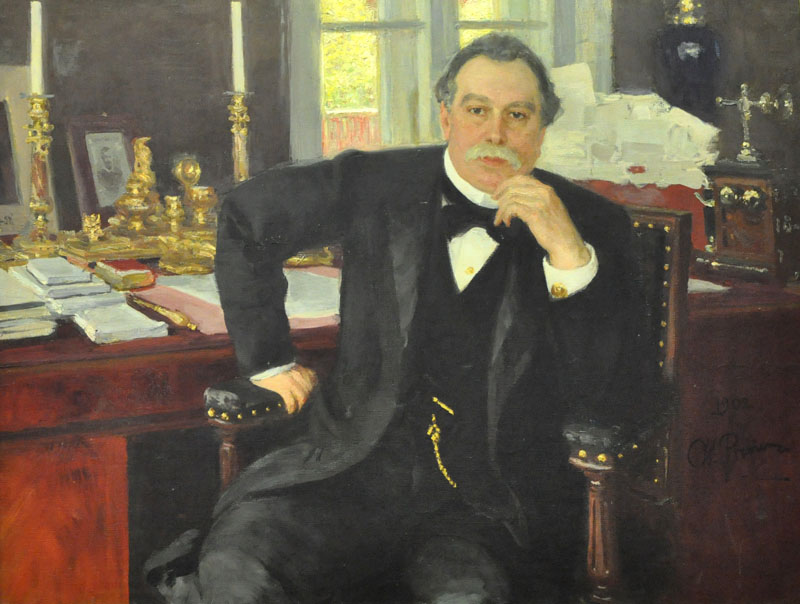
Ilja Repin: Vjačeslav von Pleve, ministr vnitra, 1902
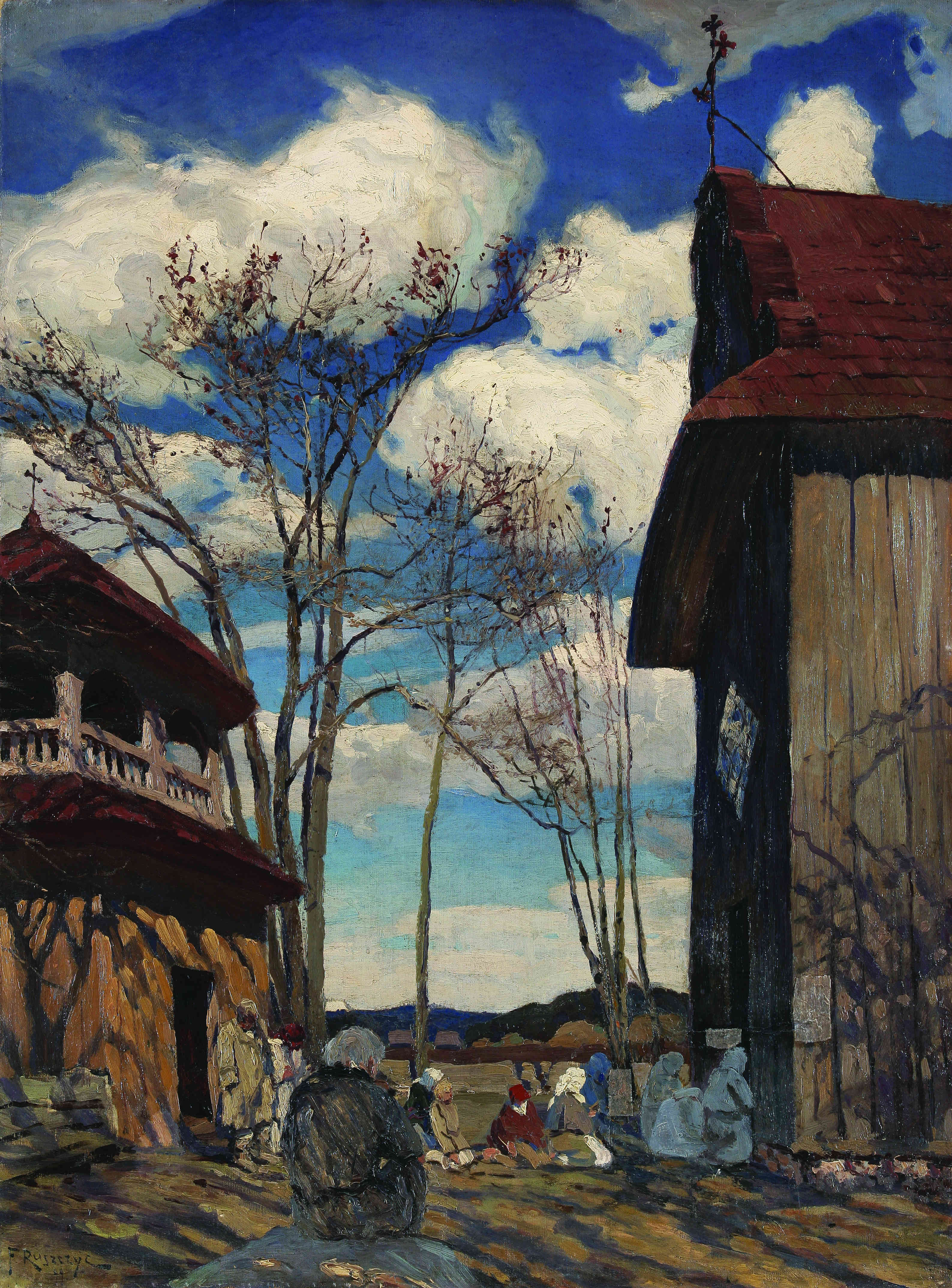
Ferdynand Ruszczyc: U kostela, 1899.
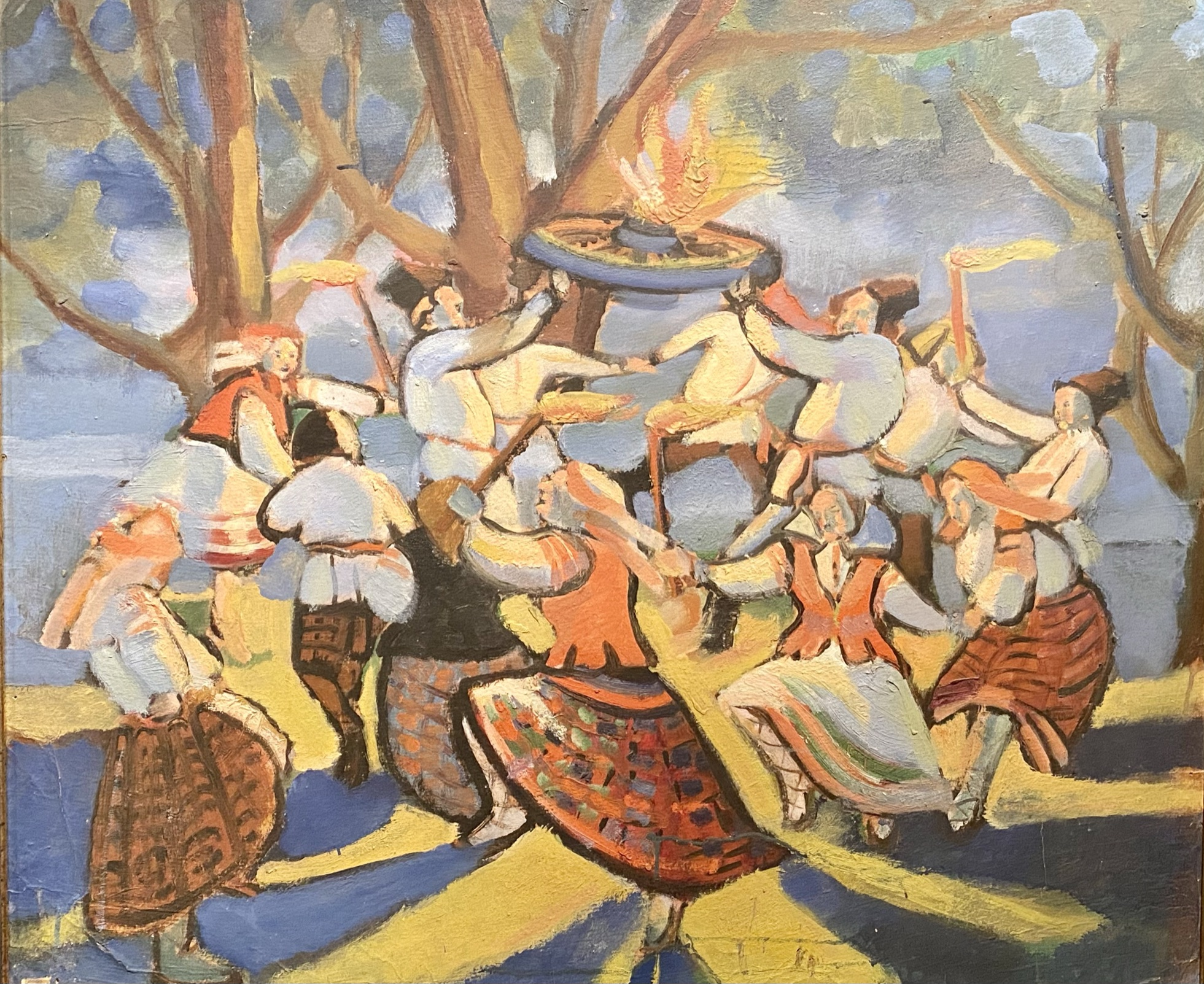
Michail Filipovič: Svatojánská noc, 1921-1922
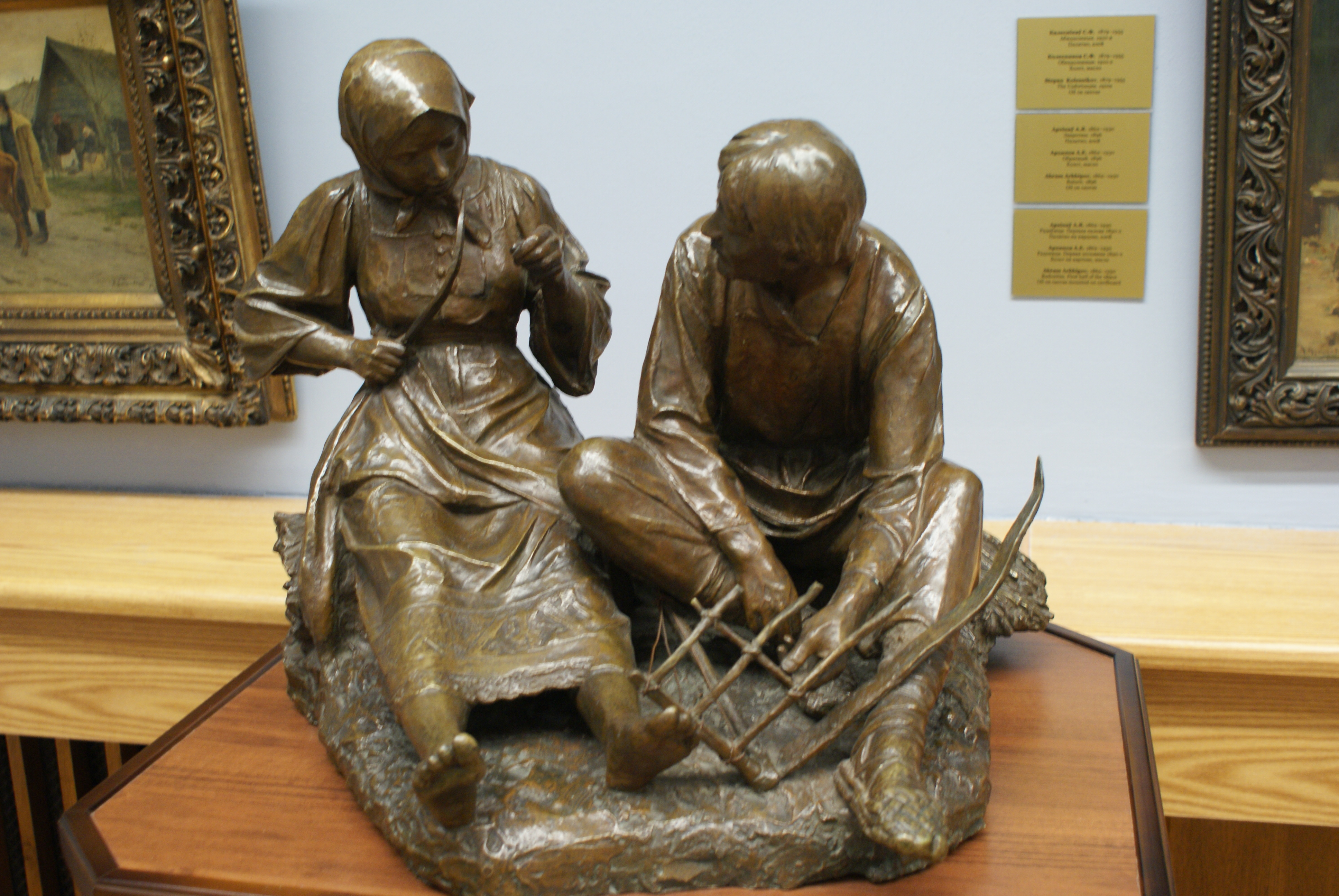
Vladimir Beklemišev: Vesnická láska, 1896
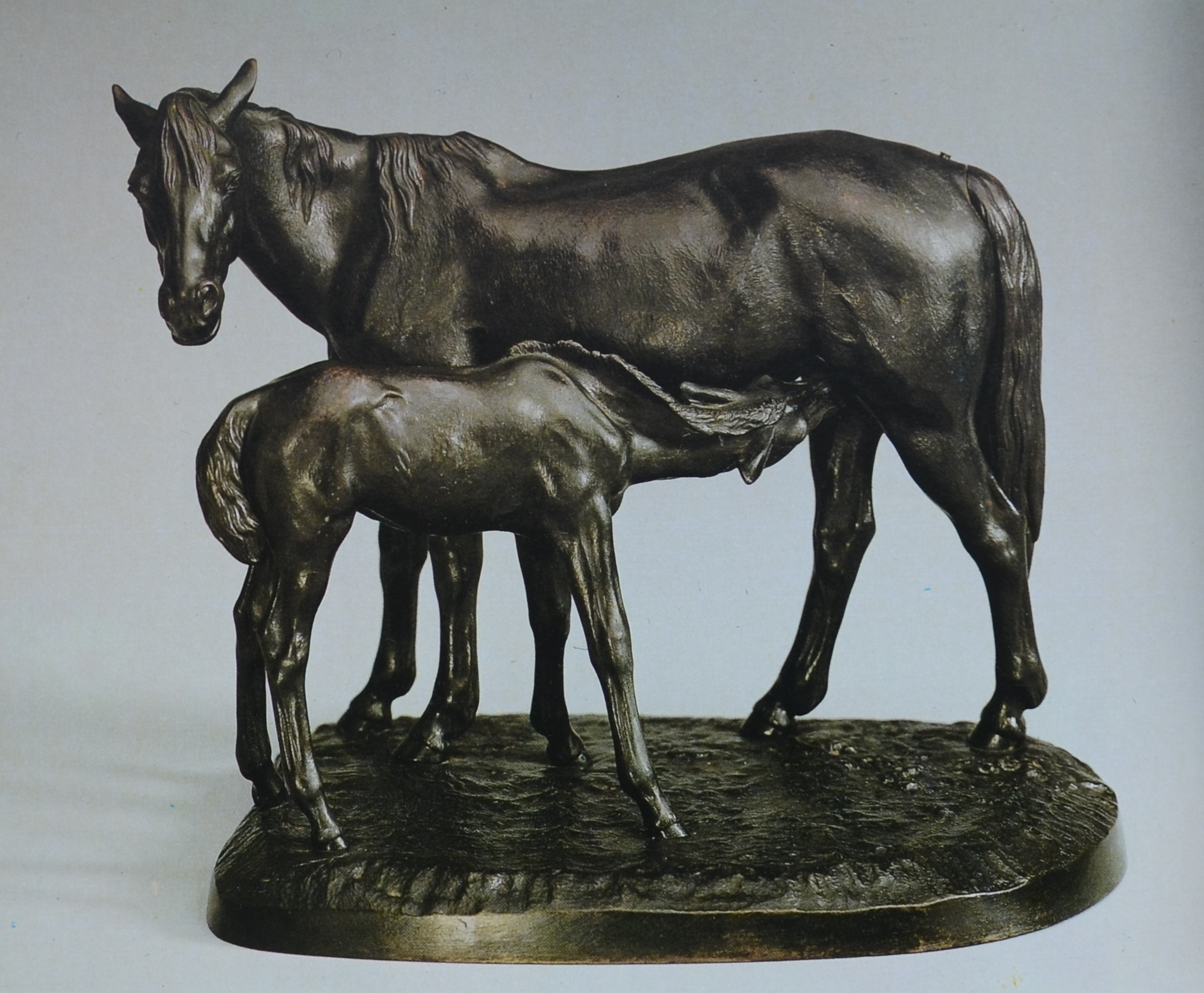
Peter Clodt von Jürgensburg: Klisna s hříbětem, 1854.